# 델라웨어강을 건너는 워싱턴
델라웨어강을 건너는 워싱턴(영어: Washington Crossing the Delaware)은 독일계 미국인 화가 에마누엘 로이체가 1851년에 그린 세 점의 캔버스에 유채 작품의 제목이다. 이 작품들은 미국 독립 전쟁 중 1776년 12월 25-26일 밤에 조지 워싱턴 장군이 대륙육군과 함께 델라웨어강을 건너는 모습을 묘사하고 있다. 그날 밤 워싱턴의 델라웨어강 은밀한 도하는 12월 26일 아침 뉴저지주 트렌턴 전투에서 헤센병에 대한 기습 공격과 승리로 이어진 여러 움직임 중 첫 번째였다.
원작은 독일 브레멘의 쿤스트할레 브레멘 소장품이었으나, 제2차 세계 대전 중인 1942년 폭격으로 파괴되었다. 로이체는 두 점의 추가 버전을 그렸는데, 그중 하나는 현재 뉴욕의 메트로폴리탄 미술관에 소장되어 있다. 다른 한 점은 워싱턴 D.C. 백악관 웨스트 윙 접견실에 걸려 있었으나, 2015년 3월에 구매되어 미시시피주 위노나의 미네소타 해양미술관에 전시되었다. 2022년 4월 크리스티스는 이 작은 그림이 다음 달 경매에 나올 것이며, 예상 낙찰가는 1,500만 달러에서 2,000만 달러 사이라고 발표했다. 이 작품은 4,500만 달러에 팔렸다.

## 역사

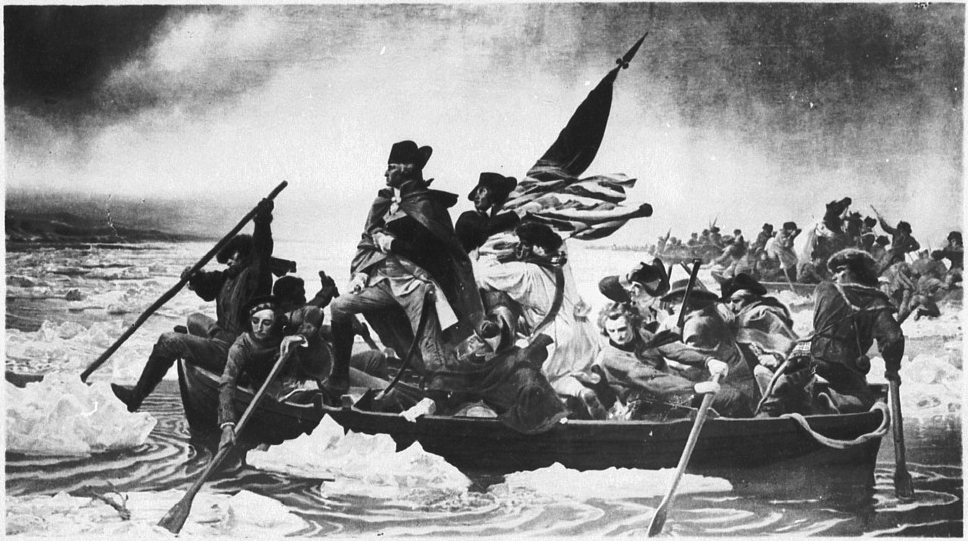
워싱턴이 델라웨어강을 건너다 (1849–1850), 에마누엘 로이체의 첫 번째 그림

에마누엘 로이체는 미국에서 성장한 후 성인이 되어 독일로 돌아왔고, 그곳에서 1848년 혁명 시기에 이 그림의 아이디어를 구상했다. 그는 미국 독립 혁명의 예를 통해 유럽의 자유주의 개혁가들을 격려하고자 했으며, 미국인 관광객과 미술 학생들을 모델과 조수로 삼아, 그중 워싱턴 위트리지와 안드레아스 아헨바흐를 포함하여, 1850년에 첫 번째 그림을 완성했다. 완성 직후 첫 번째 버전은 그의 스튜디오 화재로 손상되었고, 이후 복원되어 쿤스트할레 브레멘에 인수되었다. 1942년 9월 5일, 제2차 세계 대전 중 연합군의 폭격으로 파괴되었다.
두 번째 그림은 첫 번째 그림의 실물 크기 복제품으로, 1850년에 제작이 시작되어 1851년 10월 뉴욕에서 전시되었다. 5만 명 이상의 사람들이 이 그림을 관람했다. 이 그림은 원래 마셜 오언 로버츠가 1만 달러에 구매했는데, 당시에는 막대한 금액으로 2021년 기준으로 약 35만 달러에 해당한다. 여러 차례 소유주가 바뀐 후, 1897년 존 스튜어트 케네디가 메트로폴리탄 미술관에 기증했다. 로이체의 워싱턴 델라웨어강 도하의 짝꿍 작품인 워싱턴이 몬머스에서 병사들을 결집시키다는 캘리포니아 대학교 버클리의 도이 도서관 헤인스(동관) 열람실에 전시되어 있다.
이 그림은 역사상 최소 두 번 대여되었다. 1950년대 초반에는 텍사스주 댈러스에서 열린 전시회의 일부였다. 그리고 1952년부터 몇 년 동안 그림의 배경과 멀지 않은 워싱턴 크로싱 (펜실베이니아주)의 연합 감리 교회에서 전시되었다. 오늘날 이 그림은 메트로폴리탄 미술관에 전시되어 있다.
2002년 1월, 이 그림은 전 메트로폴리탄 미술관 경비원이 9·11 테러 사진을 붙여 훼손되었다. 그림에는 큰 손상이 없었다.
90년 이상 그림과 함께했던 단순한 액자는 로이체가 디자인한 원래 액자가 아닌 것으로 밝혀졌다. 2007년에 뉴욕 역사 협회에서 발견된 매튜 브래디가 1864년에 찍은 사진에는 독수리가 장식된 화려한 액자에 담긴 그림이 보였다. 이 사진을 사용하여 뉴욕시의 일라이 윌너 & 컴퍼니(Eli Wilner & Company)가 3.7m x 6.4m 크기의 조각 복제품 액자를 만들었다. 독수리 조각이 있는 꼭대기 부분만 해도 폭이 4.3m에 달한다.
세 번째 버전의 그림은 원작의 축소판으로, 1979년부터 2014년까지 백악관 접견실에 걸려 있었다. 이 그림은 위노나 (미시시피주)의 미네소타 해양미술관 설립에 기여한 메리 버리히터와 밥 키얼린이 구매하여 박물관 미국 컬렉션의 중심 작품으로 전시되었다.
2022년 5월, 이 그림의 세 번째 버전은 크리스티스 경매에서 4,500만 달러에 팔렸다.

## 구도

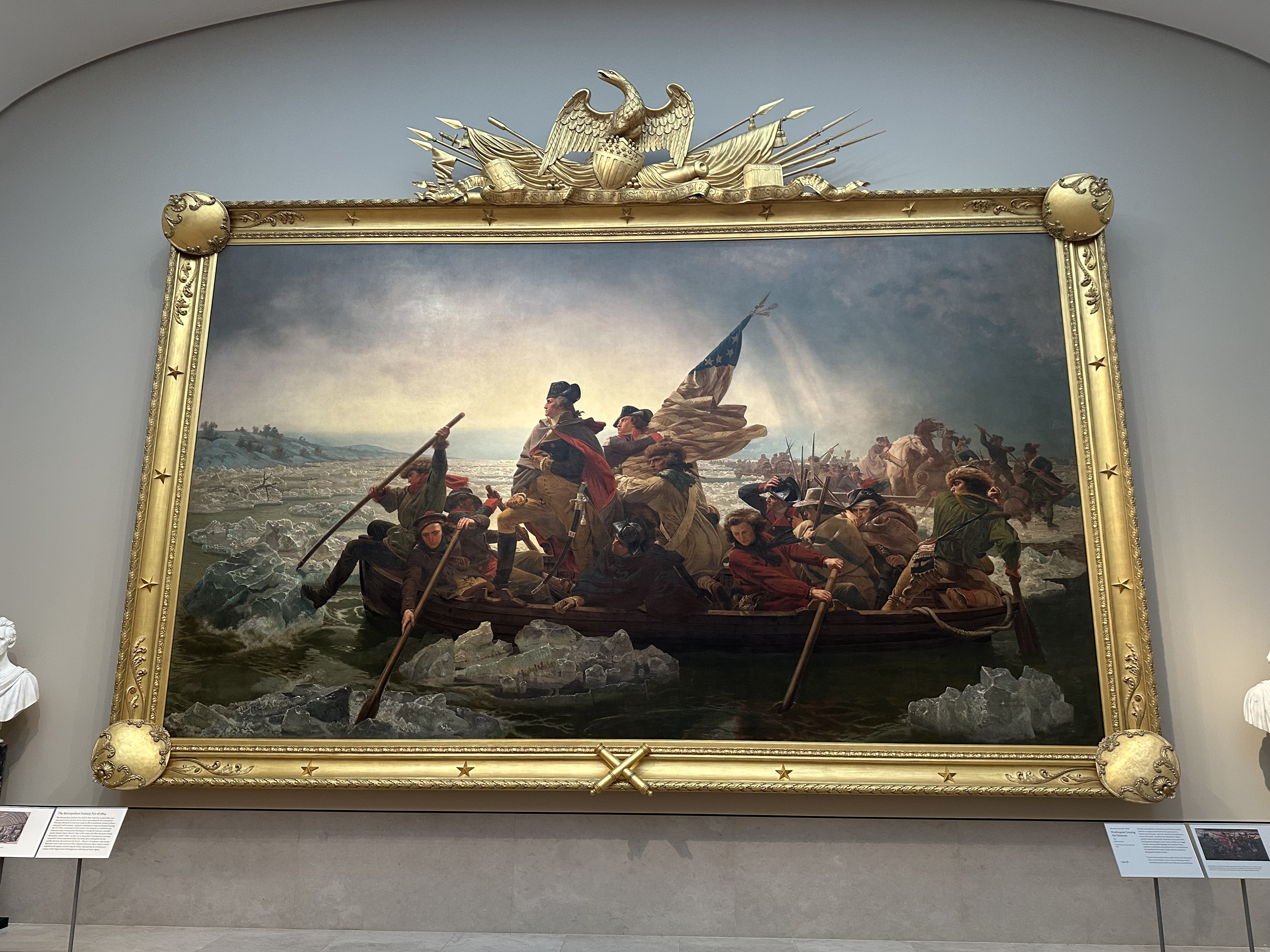
워싱턴이 델라웨어강을 건너다, 2025년 5월 메트로폴리탄 미술관에 전시됨

이 그림은 예술적인 구도가 돋보인다. 조지 워싱턴 장군은 부자연스럽게 밝은 하늘과 다가오는 햇빛을 받는 얼굴로 강조된다. 색상은 대부분 새벽에 예상되는 어두운 톤으로 구성되어 있으며, 그림 전체에 걸쳐 붉은색 하이라이트가 반복된다. 원근 단축법과 멀리 있는 배들은 그림에 깊이를 더하고 워싱턴을 태운 배를 강조한다.
배 안의 사람들은 미국 식민지의 다양한 단면을 대표하며, 앞줄에는 스코틀랜드 모자를 쓴 사람과 아프리카계 후손이 서로 등지고 서 있다. 선수에는 서부 총병이 있고, 뒤쪽에는 챙 넓은 모자를 쓴 두 명의 농부(한 명은 머리에 붕대를 감았다), 그리고 선미에는 아메리카 원주민 복장으로 보이는 것을 입은 사람이 있어 새로운 미합중국의 모든 사람들이 대표됨을 상징한다.
1853년 전시회 카탈로그에 따르면, 워싱턴 옆에 서서 깃발을 들고 있는 사람은 미래의 미국 대통령인 제임스 먼로 중위이고, 뱃전에 기대어 있는 사람은 너새니얼 그린 장군이다. 에드워드 핸드 장군은 배 안에서 앉아서 모자를 들고 있는 모습으로 묘사되어 있다.

## 역사적 오류
묘사된 깃발은 미국의 국기(초기 버전인 "성조기")로, 워싱턴의 도하 당시에는 존재하지 않던 디자인이다. 깃발 디자인은 제2차 대륙회의의 1777년 6월 14일 깃발 결의안에서 처음 명시되었으며, 1777년 9월 3일, 즉 워싱턴의 1776년 도하보다 훨씬 뒤에 처음 게양되었다. 역사적으로 더 정확한 깃발은 초기 아메리카의 비공식 국기였을 것이다. 이 깃발은 1776년 1월 1일 매사추세츠주 서머빌에서 워싱턴이 대륙육군의 표준이자 최초의 국기로 게양했다.
워싱턴의 영웅적인 모습을 묘사하려는 그의 자세는 거친 도하 환경에서 유지하기 매우 어려웠을 것이다. 그가 노 젓는 배에 서 있다는 점을 고려하면, 그러한 자세는 배를 전복시킬 위험이 있었을 것이다. 그러나 역사가 데이비드 해켓 피셔는 실제 사용된 더럼 보트는 훨씬 더 크고, 바닥이 평평했으며, 옆면이 높고, 폭이 약 8피트이며, 흘수선이 24~30인치였기 때문에, 모든 사람들이 배 바닥의 얼음물을 피하기 위해 서 있었을 것이라고 주장했다.
워싱턴의 배들은 실제로는 그림 속 배보다 훨씬 더 컸다. 워싱턴과 그의 병사들은 길이가 12에서 18m에 달하는 화물선을 타고 항해했다. 또한 배에는 중포와 말도 실려 있었는데, 이는 로이체가 그린 배에는 들어갈 수 없었을 것이다.

## 영향

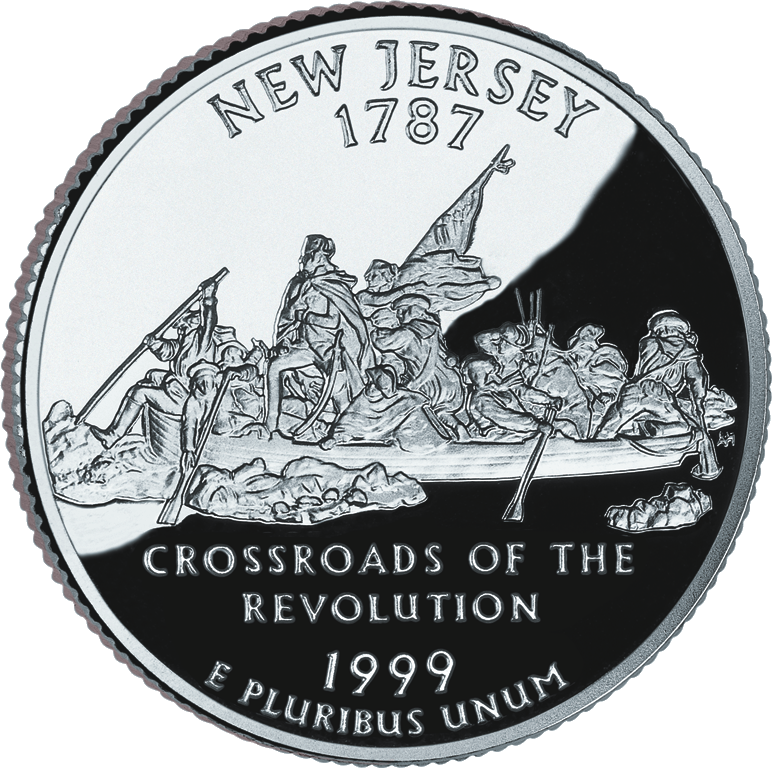
1999년 뉴저지주 주화에 묘사된 그림

"워싱턴이 델라웨어강을 건너다"는 데이비드 슐먼이 1936년에 쓴 소네트이다. 이 작품은 그림 속 장면을 언급하며, 모든 행이 제목의 어구전철인 14행의 운문 소네트이다.
1953년, 미국의 팝 아트 화가 래리 리버스는 워싱턴이 델라웨어강을 건너다를 그렸는데, 이 작품은 뉴욕시의 뉴욕 현대미술관 컬렉션에 있다. 이 그림은 또한 로이 리히텐슈타인 (1951년경 그려진 추상 표현주의 변형)과 로버트 콜레스코트 (1975년 그려진 조지 워싱턴 카버가 델라웨어강을 건너다라는 패러디)의 복제본에도 영감을 주었다. 그랜트 우드는 그의 작품 혁명의 딸들에서 로이체의 그림을 직접 사용했다. 이 그림은 미국 혁명 딸들에 대한 직접적인 비난으로, 우드가 그들의 근거 없는 엘리트주의라고 해석한 것을 면밀히 조사한다.

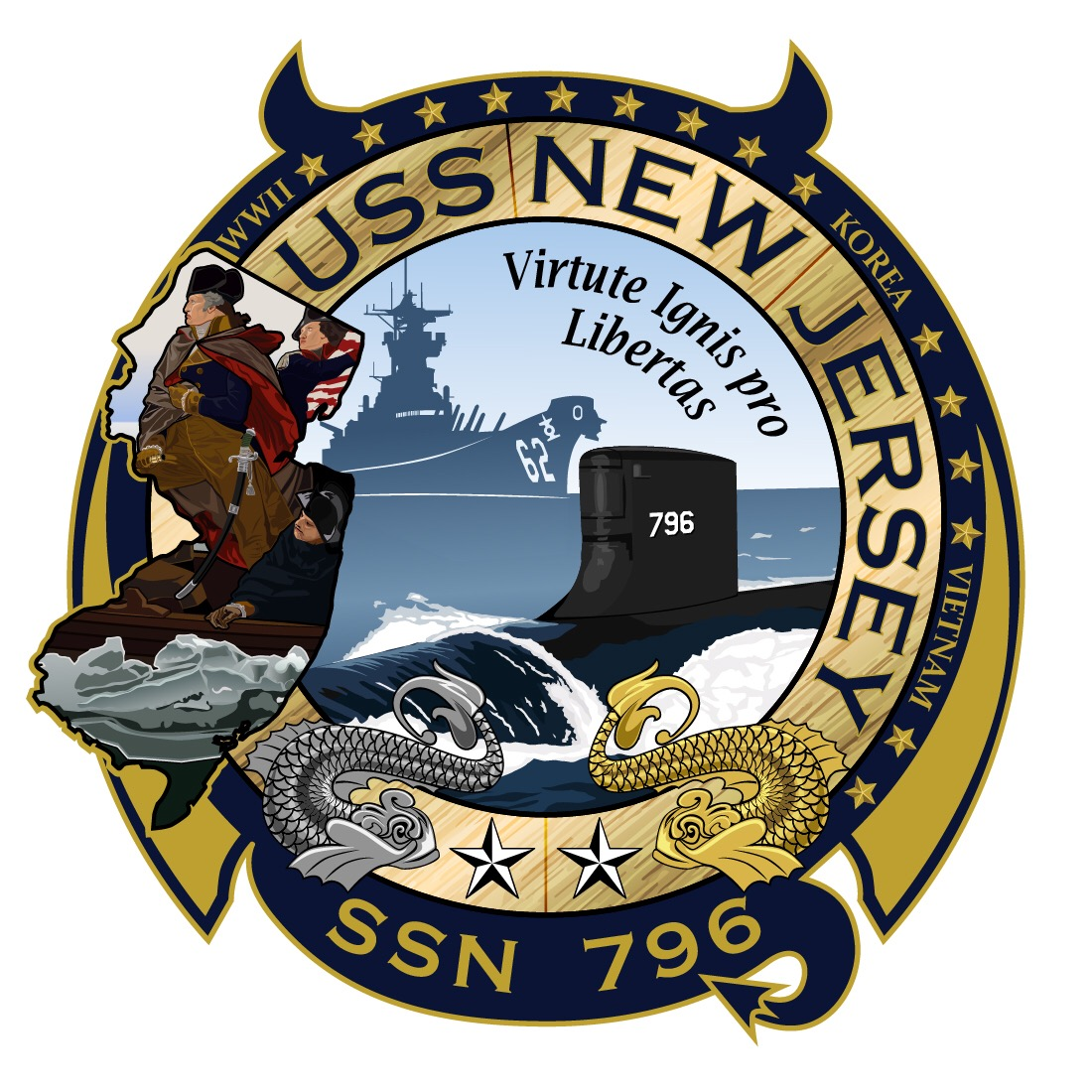
그림의 일부가 USS 뉴저지 (SSN-796)의 배지에 묘사되어 있다.

윌리엄 H. 파월은 로이체의 작품에 예술적 빚을 진 그림을 제작했는데, 미영 전쟁 중 이리호 전투에서 올리버 해저드 페리가 한 배에서 다른 배로 지휘권을 옮기는 모습을 묘사했다. 원본 그림은 현재 오하이오 주청사에 걸려 있으며, 파월은 나중에 워싱턴 D.C.의 미 의사당에 걸려 있는 동일한 주제의 더 크고 밝은 톤의 그림을 제작했다. 파월의 두 작품 모두에서 페리는 제복을 입은 여러 남자들이 노 젓는 작은 배에 서 있는 모습으로 묘사되어 있다. 워싱턴 그림은 오른쪽에서 왼쪽으로 이동하는 방향을 보여주며, 페리 그림은 반대 방향으로 이동하는 모습을 보여주지만, 두 작품의 구도는 유사하다. 두 그림 모두 배에 탑승한 사람 중 한 명이 머리에 붕대를 감고 있다.
리버풀 출신 팝 아티스트 더티 한스의 그림 "영국 침공"은 1960년대, 70년대, 80년대의 다양한 록 및 팝 문화 아이콘들이 뉴욕 허드슨강을 건너는 배에 있는 모습을 보여주며, 데이비드 보위가 조지 워싱턴의 대리인으로 묘사되어 있다. 이 그림은 이 작품에서 많은 영향을 받은 것으로 보인다.

## 대중문화
프로레슬러 LA 나이트는 유나이티드 스테이츠 챔피언으로 재임하는 동안 자신의 상품에서 이 그림을 패러디했다.
1986년 10월 15일자 더 파 사이드 만화는 이 그림을 "워싱턴이 길을 건너다"로 패러디했다.

## 같이 보기
- 델라웨어강을 건너는 길, 1819년 토마스 설리의 그림
- 백악관의 예술